# Герицій коралоподібний
Герицій коралоподібний (Hericium coralloides) — вид грибів роду герицій (Hericium).

## Назва
Гриб класифіковано у 1794 році. В англійській мові називають «зубами ведмедя» (англ. bear`s head tooth).

## Біологічний опис
Плодове тіло багаторазово коралоподібно розгалужене, гілочки до 1,5 см завтовшки, в обрисах наближається до сферичного або напівсферичного виду, 12-30 см в діаметрі, тіло розміром 10–50 см, на короткій ніжці, упруго-м'ясистий або волокнистий, білуватій або жовтуватій. Гілки здебільшого спрямовані вниз. Гілочки знизу та з боків укриті численними довгими (1–1,5 см), загостреними, прямими або злегка зігнутими, звисаючими донизу шипами одного кольору з плодовим тілом. Спори 4,5–6×4,6–5,5 мкм, округлі до кулястих, безбарвні. Споровий порошок білий. М'якуш білий, м'ясистий, з віком твердне, без особливого запаху, з слабким присмаком редьки. Пряжки є. Плодові тіла з'являються у серпні–жовтні.

## Життєвий цикл
Плодові тіла формуються в червні — вересні. Гриб викликає білу гниль деревини. Він може утворювати плодові тіла до 40 см в діаметрі.

## Поширення та середовище існування
Європа, Кавказ, Сибір, Далекий Схід, Північна Америка, Південна і Південно-Східна Азія, Австралія.
Зустрічається переважно в дубових лісах, а також в ялинниках і сосняках з березою. Зустрічається у вигляді поодиноких плодових тіл. Може рости в лабораторних умовах.

## Практичне використання
Гриб їстівний у молодому віці. Ламкий м'якуш гілок з часом стає міцним і не придатним до вживання, проте «голочки» залишаються їстівними.

## Природоохоронний статус
Включений до Червоної книги України (2009), Червоної книги Білорусі 2-го видання (1993). Охороняється в Литві, Латвії, Російської Федерації та Польщі.

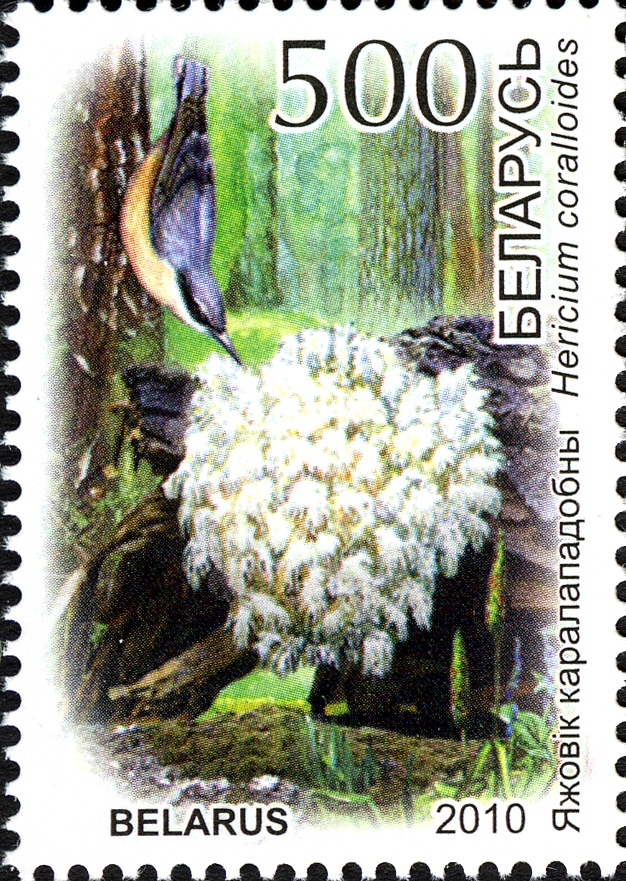

## На марках
Зображений на марках Білорусі 2010 року.